# Franz Sacher
Franz Sacher (Vienna, 19 dicembre 1816 – Baden, 11 marzo 1907) è stato un pasticciere austriaco, noto soprattutto per aver ideato la celebre torta Sacher.

## Biografia
Erede di una ricca famiglia di albergatori di origine ebraica e giovane panettiere di corte, nel 1832 il principe Klemens von Metternich gli chiese di preparare un dolce per un ospite speciale, dato che il pasticciere di corte era in quel momento malato. L'appena sedicenne apprendista cuoco aguzzò l'ingegno e realizzò uno dei dolci più famosi della storia, e pare che Metternich dopo aver assaggiato la "Sacher" abbia gradito.
La torta è composta da pan di Spagna al cioccolato con una farcitura di albicocche extra ricoperta con glassa al cioccolato fondente. Tradizionalmente viene accompagnata da panna senza zucchero semimontata e da un caffè o un tè.
Daniel Peter, l'inventore di una particolare macchina impastatrice per dolci e il primo creatore del cioccolato al latte, rivendicò come sua la Sacher-Torte e iniziò contro Franz Sacher e i suoi nipoti una lunga disputa giudiziaria, che si concluse solo nel 1875 con la vittoria della famiglia Sacher.
L'anno seguente Franz Sacher, divenuto ormai ricco, abbandonò le cucine per aprire a Vienna l'Hotel Sacher, che gestì fino alla morte insieme al figlio Eduard.